# Gamle bydel i Mequinenza
Den gamle bydel i Mequinenza ( Poble Vell de Mequinensa på catalansk) var et sted beliggende i provinsen Zaragoza ved sammenløbet af floderne Ebro, Segre og Cinca, i det nordlige Spanien. Befolkningen ville have en anslået befolkning på 3.500 indbyggere i begyndelsen af det 20. århundrede, og dens naboer arbejdede hovedsageligt i udvinding af brunkul fra minerne og i transport af kul i pramme gennem Ebro kendt som "llauts". I 1936 var der 16 luter registreret i Mequinenza med mellem 18 og 30 tons gods.

## Historie
Byens oprindelse ser ud til at gå tilbage til muslimsk tid med ankomsten af den berbiske stamme af Miknasa, der grundlagde en bosættelse og et forsvarstårn her. Befolkningens stednavn kommer fra navnet på berberstammen. Nogle historikere har overvejet, at det også kan være den romerske oppidum af Octogesa, som Julius Caesar placerer i sit arbejde "Borgerkrigen".
Befolkningen havde et uregelmæssigt gitter af muslimsk oprindelse, skønt den havde flere udvidelser uden for murene, da befolkningen voksede. Den gamle Mequinenza var en grundlæggende flodhavn i løbet af floderne Ebro, Segre og Cinca, da den var strategisk placeret ved deres sammenløb. Slottet Mequinenza, af middelalderlig oprindelse og en af de bedste, som gotisk kunst testamenterede til Aragons krone, præsiderede over silhuet af byen ved bredden af Ebro siden middelalderen. 
Opførelsen af Ribarroja-dæmningen førte til, at det meste af byområdet forsvandt og følgelig den tragiske ende af en tusind år gammel by. Selvom vandet i reservoiret ikke dækkede hele befolkningen, benægtede de de fleste frugtplantager ved floden, mere frugtbare og produktive end resten og en vigtig del af befolkningen. Efter mange protester inden for Franco-regimet opnåede beboerne i Mequinenza kompensation, og byen blev helt revet undtagen bygningen af María Quintana skolegruppe, der i dag huser museerne i Mequinenza.
Forsvinden af byplanlægningen betød en radikal livsændring for deres naboer, der ud over at opgive deres huse og være vidne til deres nedrivning også så en økonomi baseret på industri, kulminedrift og flodnavigation kollapsede.

## Beskrivelse
Byen var baseret på en bjergskråning langs bredden af Ebro og ved foden af slottet . Det havde to hovedpladser: Plaza de Armas (på catalansk Plaça d'Armes ) og Plaza del Ayuntamiento (på catalansk Plaça de l'Ajuntament ).

## Ny Mequinenza
Mequinenza blev genfødt igen på grund af dets indbyggers stædighed og indsats få kilometer fra det tidligere byområde ved siden af vandet i Segre og Cinca . Den nye by, meget mere moderne og turistet, er blevet et verdensbenchmark for aktiv turisme, der modtager besøgende fra hele verden.

## I populærkulturen
- I 'Camino de sirga', den mest populære roman af Mequinenza-forfatteren Jesús Moncada, fortælles en episode mesterligt, der for altid har markeret mindet om beboerne i den gamle bydel i Mequinenza.

## eksterne links
- Den gamle bydel i Mequinenza i museerne i Mequinenza